# SOX17
Le SOX17 fait partie de la famille de protéines SOX. Il s'agit d'un facteur de transcription dont le gène est SOX17 situé sur le chromosome 8 humain.

## Rôles
Il permet la transformation de l'endothélium hémogénique en cellules souches hématopoïétiques. Il intervient également dans l'embryogenèse des vaisseaux sanguins, par l'intermédiaire de la formation de cellules progénitrices de type CD34. Son expression est inhibé par la voie de signalisation Notch.

## En médecine
Une mutation du gène est associée avec certaines malformations du système urinaire.